# Gramling
Gramling est une census-designated place située dans le comté de Spartanburg, dans l’État de Caroline du Sud, aux États-Unis. Lors du recensement de 2020, elle comptait 81 habitants.